# 大圣富瓦
大圣富瓦（法語：Sainte-Foy-la-Grande，法語發音：[sɛ̃t fwa la ɡʁɑ̃d]），法国西南部城市，新阿基坦大区吉伦特省的一个市镇，隶属于利布尔讷区，其市镇面积为0.51平方公里，是该省面积第二小的市镇；2022年1月1日时人口数量为2,561人，在法国城市中排名第4,192位。
大圣富瓦位于吉伦特省东部，多尔多涅河左岸，隔河与多尔多涅省相望，历史上为一个巴斯蒂德，近代因葡萄酒贸易而兴盛，现代是一个区域性的中心城市。

## 地名来源
“Sainte-Foy”一名出自天主教圣人圣斐德斯。法国大革命期间，因地名含有宗教色彩，当地的官方名称被一度更名为“Bonne-Foy”。
大圣富瓦所处区域历史上曾通行加斯科涅方言，该地在奥克语维基百科以及OpenStreetMap中被标注为“Senta Fe La Granda”。

## 历史

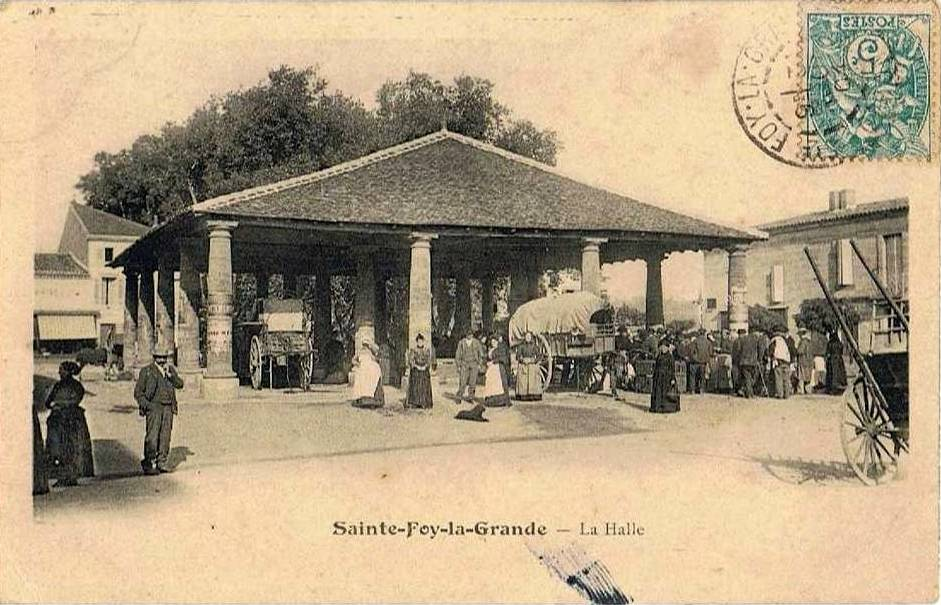
20世纪初的大圣富瓦集市大堂

根据当地官方网站的论述，大圣富瓦是阿基坦地区最早修建的巴斯蒂德，由普瓦捷伯爵阿尔方斯于1255年主持修建。1326年，大圣富瓦城墙开始修建。1377年，安茹公爵率兵占领大圣富瓦，此后当地长期接受金雀花王朝的统治。1450年，法兰西王国军队攻下大圣富瓦。1561年，新教徒占领大圣富瓦并烧毁了城内的科德利埃教会，此后大圣福瓦长期被新教徒控制。1622年，天主教联盟军发动圣富瓦围城战，当地新的教堂于1686年建成。宗教战争结束后，得益于多尔多涅河航运的兴起，大圣富瓦成为一个重要的葡萄酒贸易码头。法国大革命后，大圣富瓦成为吉伦特省的一个市镇。在当地保守派政治家皮埃尔-昂塞尔姆·加罗的支持和推进下，大圣富瓦教堂得以保留。1875年，途径大圣富瓦的利布尔讷—勒比松铁路建成通车。1957年，多尔多涅河发生洪涝灾害，大圣富瓦市区部分街区被河水淹没。

## 地理

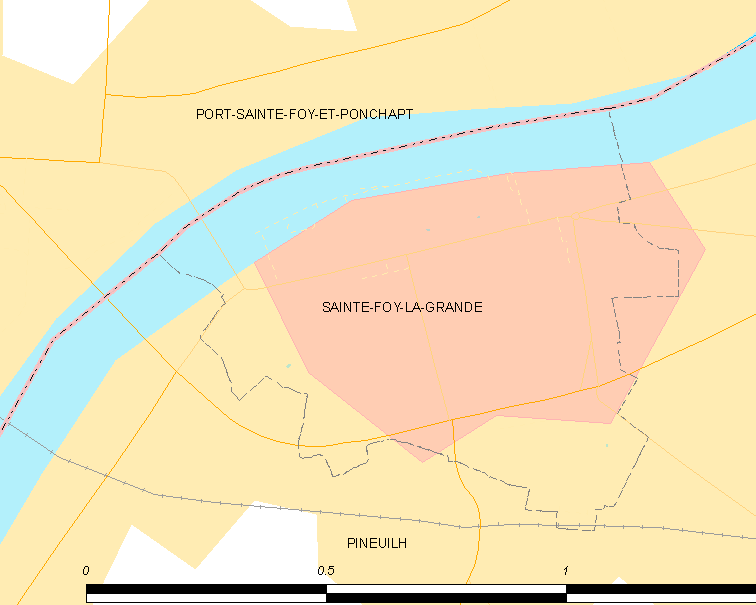
大圣富瓦市镇范围地图

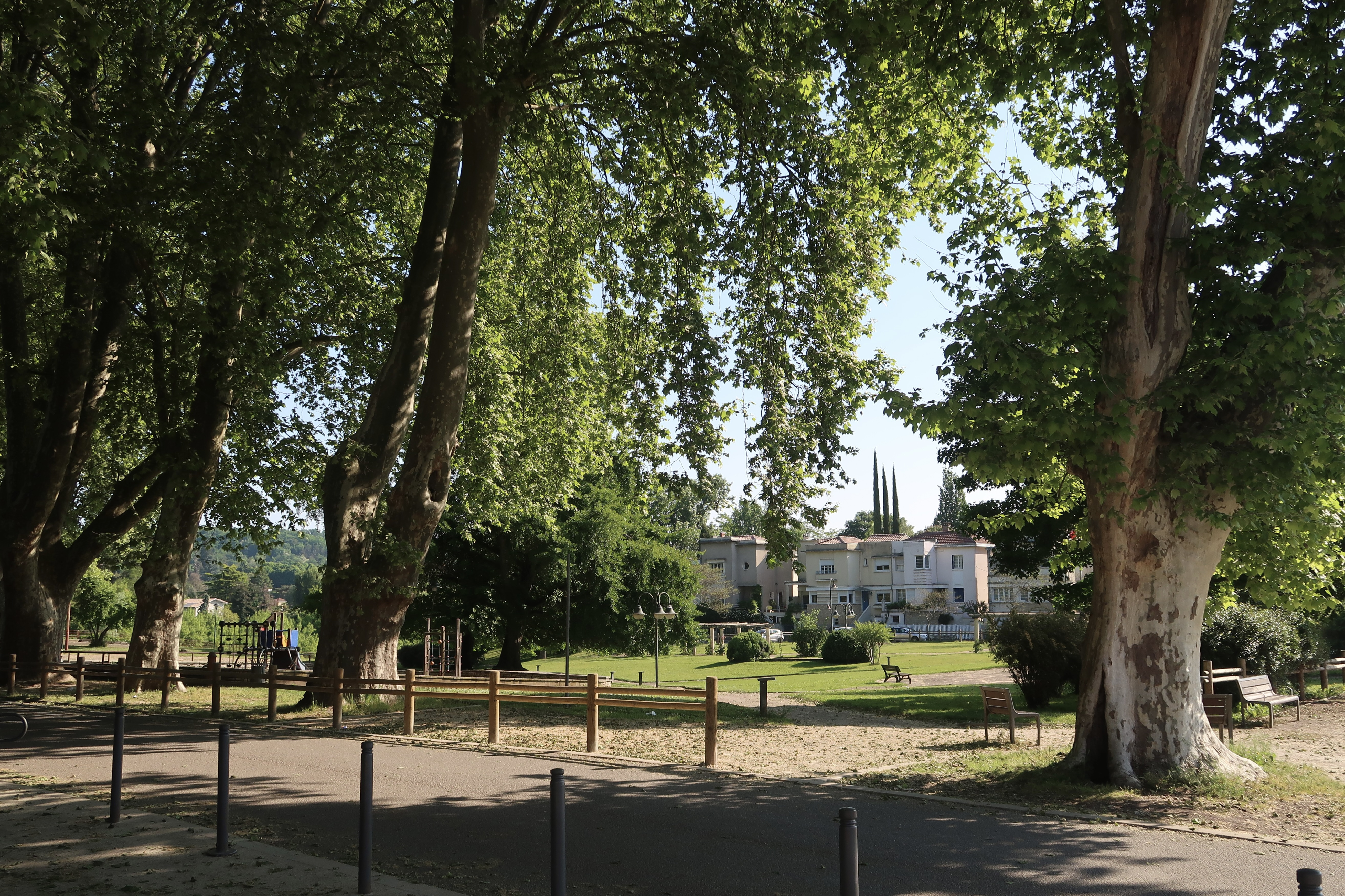
大圣富瓦的一处城市绿地

大圣富瓦位于法国西南部，新阿基坦大区西部和吉伦特省东部，距离省会波尔多大约78公里。与大圣富瓦接壤的市镇包括圣富瓦港和蓬沙和皮讷伊。

### 地形
大圣富瓦位于阿基坦盆地东部，境内以平原为主，市镇中心地势较为平坦，全境海拔在7到20米之间。

### 水文
大圣富瓦位于加龙河流域范围内，多尔多涅河干流自东向西流经市区北部。

### 植被
大圣富瓦属于温带阔叶混交林区，林地主要分布于多尔多涅河岸。
在鲜花城市的评比中，大圣富瓦被评为2星级鲜花城市。

### 气候
大圣富瓦在柯本气候分类法中属于温带海洋性气候。
距离大圣富瓦最近的常年气象站位于圣富瓦港和蓬沙境内，以下为该气象站的数据（其中日照数据取自贝尔热拉克）：
| 圣富瓦港和蓬沙 1981年－2019年           | 圣富瓦港和蓬沙 1981年－2019年 | 圣富瓦港和蓬沙 1981年－2019年 | 圣富瓦港和蓬沙 1981年－2019年 | 圣富瓦港和蓬沙 1981年－2019年 | 圣富瓦港和蓬沙 1981年－2019年 | 圣富瓦港和蓬沙 1981年－2019年 | 圣富瓦港和蓬沙 1981年－2019年 | 圣富瓦港和蓬沙 1981年－2019年 | 圣富瓦港和蓬沙 1981年－2019年 | 圣富瓦港和蓬沙 1981年－2019年 | 圣富瓦港和蓬沙 1981年－2019年 | 圣富瓦港和蓬沙 1981年－2019年 | 圣富瓦港和蓬沙 1981年－2019年 |
| 月份                                    | 1月                           | 2月                           | 3月                           | 4月                           | 5月                           | 6月                           | 7月                           | 8月                           | 9月                           | 10月                          | 11月                          | 12月                          | 全年                          |
| --------------------------------------- | ----------------------------- | ----------------------------- | ----------------------------- | ----------------------------- | ----------------------------- | ----------------------------- | ----------------------------- | ----------------------------- | ----------------------------- | ----------------------------- | ----------------------------- | ----------------------------- | ----------------------------- |
| 历史最高温 °C（°F）                     | 19 (66)                       | 23.1 (73.6)                   | 27 (81)                       | 31.5 (88.7)                   | 34.4 (93.9)                   | 40.5 (104.9)                  | 40.2 (104.4)                  | 42 (108)                      | 38 (100)                      | 32.5 (90.5)                   | 26 (79)                       | 21 (70)                       | 42 (108)                      |
| 平均高温 °C（°F）                       | 9.8 (49.6)                    | 11.7 (53.1)                   | 15.5 (59.9)                   | 18.1 (64.6)                   | 22.1 (71.8)                   | 25.8 (78.4)                   | 28.2 (82.8)                   | 28.1 (82.6)                   | 24.8 (76.6)                   | 19.9 (67.8)                   | 13.9 (57.0)                   | 10.4 (50.7)                   | 19 (66)                       |
| 日均气温 °C（°F）                       | 5.9 (42.6)                    | 6.8 (44.2)                    | 9.8 (49.6)                    | 12.3 (54.1)                   | 16.1 (61.0)                   | 19.5 (67.1)                   | 21.5 (70.7)                   | 21.4 (70.5)                   | 18.2 (64.8)                   | 14.5 (58.1)                   | 9.4 (48.9)                    | 6.6 (43.9)                    | 13.5 (56.3)                   |
| 平均低温 °C（°F）                       | 2.1 (35.8)                    | 1.9 (35.4)                    | 4.2 (39.6)                    | 6.4 (43.5)                    | 10.1 (50.2)                   | 13.1 (55.6)                   | 14.8 (58.6)                   | 14.6 (58.3)                   | 11.5 (52.7)                   | 9.2 (48.6)                    | 4.9 (40.8)                    | 2.7 (36.9)                    | 8 (46)                        |
| 历史最低温 °C（°F）                     | −18.5 (−1.3)                  | −16 (3)                       | −11.5 (11.3)                  | −3.1 (26.4)                   | −2.9 (26.8)                   | 2.5 (36.5)                    | 6.5 (43.7)                    | 4.3 (39.7)                    | 1.5 (34.7)                    | −5.6 (21.9)                   | −8.5 (16.7)                   | −11.8 (10.8)                  | −18.5 (−1.3)                  |
| 平均降水量 mm（）                       | 66.9 (2.63)                   | 57 (2.2)                      | 58.3 (2.30)                   | 77.3 (3.04)                   | 79.8 (3.14)                   | 51.8 (2.04)                   | 54.1 (2.13)                   | 57 (2.2)                      | 63.7 (2.51)                   | 72.7 (2.86)                   | 82.1 (3.23)                   | 81.5 (3.21)                   | 802.2 (31.58)                 |
| 月均日照時數                            | 85.4                          | 111.3                         | 167.4                         | 178                           | 210.8                         | 231.7                         | 248                           | 240.2                         | 199.3                         | 136.9                         | 88.7                          | 78.2                          | 1,975.9                       |
| 来源：infoclimat.fr, annuaire-mairie.fr |                               |                               |                               |                               |                               |                               |                               |                               |                               |                               |                               |                               |                               |

## 行政区划
大圣富瓦的市镇编号为33402，邮政编号为33220。
在行政管理方面，大圣富瓦隶属于法国新阿基坦大区吉伦特省利布尔讷区；在地方选举方面，大圣富瓦隶属于勒雷奥莱-莱巴斯蒂德县，其市镇范围全境被划入吉伦特省第十选区；在社会管理方面，大圣富瓦是大圣富瓦地区市镇公共社区的组成部分。
大圣富瓦的城关街区（Quartier Bourg）为城市政策优先街区。
法国国家统计与经济研究所（简称）在进行数据统计时，将大圣富瓦及相邻的另外21个市镇设为贝尔热拉克城市核心区，并将包括核心区在内的周边共63个市镇划为贝尔热拉克城市区。自2020年起，贝尔热拉克城市区被撤销，大圣富瓦被划入包含16个市镇的皮讷伊城市辐射区。此外，还将大圣富瓦市镇整体看作一个“块区”（IRIS），以便于统计人口分布情况。

## 交通

### 公路
多条吉伦特省省道在大圣富瓦境内交汇，其境内道路大部分已完成城市化改造，配套有照明、排水、人行道等设施。新阿基坦大区下属的城际客运提供巴士线路，可前往周边部分市镇。
| 5 | 54 |

| 12 | 20 |

| 波尔多 | 70 |

| 利布尔讷 | 40 |

| 贝尔热拉克 | 22 |

| 米西当 | 29 |

| 迪拉斯 | 22 |

| 蒙蓬-梅内斯泰罗勒 | 22 |

2019年，43%的大圣富瓦家庭拥有至少一辆私人汽车。2018年，大圣富瓦境内共发生各类交通事故1起，造成1人受伤。

### 铁路

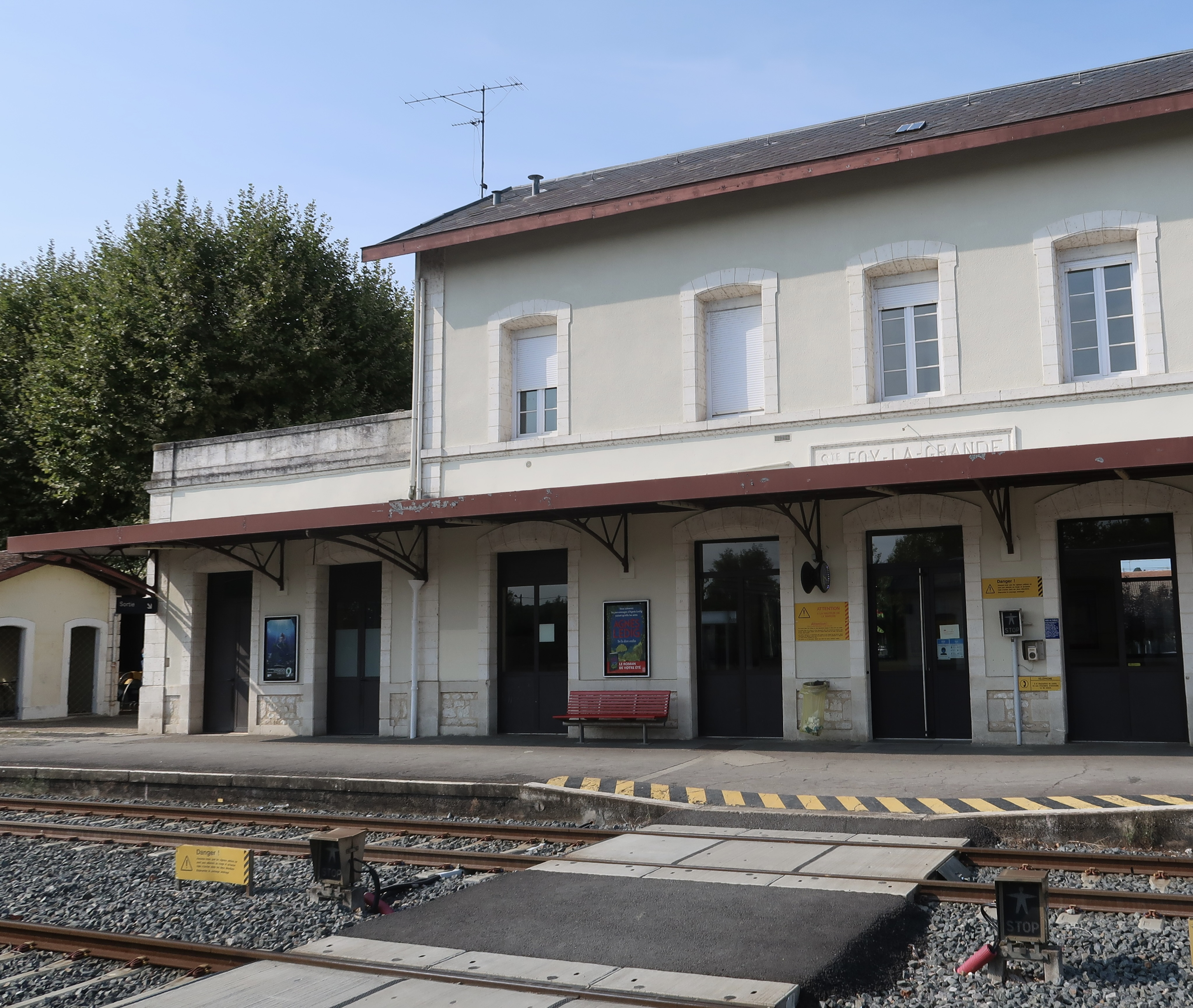
大圣富瓦火车站

大圣富瓦位于利布尔讷－勒比松铁路上。大圣富瓦站位于市区南部，停靠往返于波尔多和萨拉一线的区域列车。

### 航空
距离大圣富瓦最近的民用航空站为24公里外的贝尔热拉克机场。

### 城市公共交通
截至2023年5月，大圣富瓦暂无城市公共交通系统。

## 政治

### 市政内阁

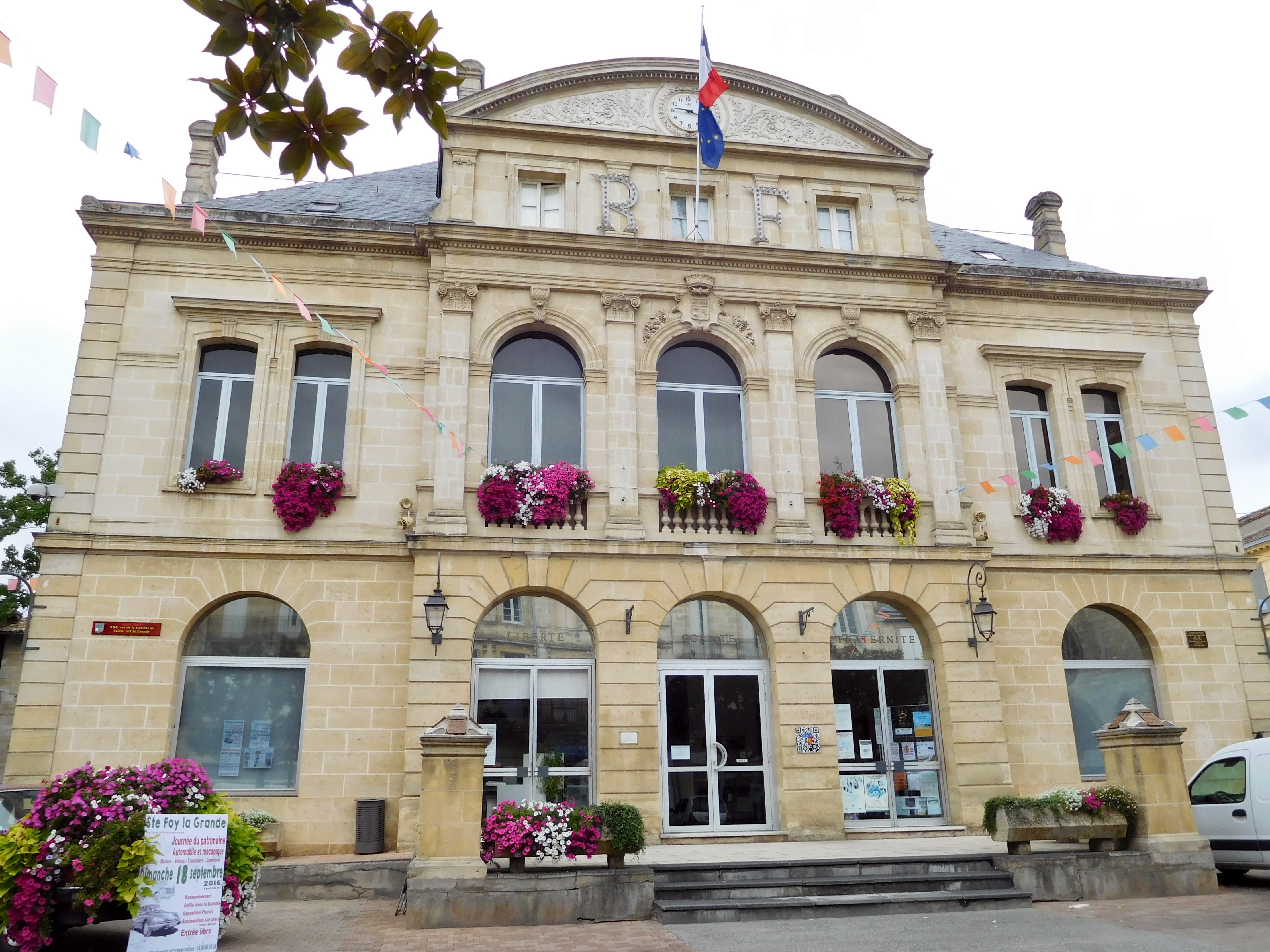
大圣富瓦市政厅

大圣富瓦的现任市长为克里丝泰尔·居奥尼女士（Christelle GUIONIE），她是社会党的一名成员，在2020年的市政选举中获得了52.27%的支持率。
| 大圣富瓦历届市长       | 大圣富瓦历届市长                     | 大圣富瓦历届市长            |
| 任期                   | 市长                                 | 党派                        |
| ---------------------- | ------------------------------------ | --------------------------- |
| （1974年以前资料暂缺） |                                      |                             |
| 1974年－1989年         | Pierre LART 皮埃尔·拉尔              | PS社会党                    |
| 1989年－2001年         | Michel MAUMONT 米歇尔·莫蒙           | PS社会党                    |
| 2001年－2014年         | Robert PROVAIN 罗贝尔·普罗万         | PS社会党                    |
| 2014年－2020年         | Christophe CHALARD 克里斯托夫·沙拉尔 | DVD右翼无党派人士 →LR共和黨 |
| 2020年－               | Christelle GUIONIE 克里丝泰尔·居奥尼 | PS社会党                    |

### 各级选举
| 大圣富瓦历届投票选举结果 | 大圣富瓦历届投票选举结果 | 大圣富瓦历届投票选举结果 | 大圣富瓦历届投票选举结果 | 大圣富瓦历届投票选举结果          | 大圣富瓦历届投票选举结果 | 大圣富瓦历届投票选举结果 | 大圣富瓦历届投票选举结果          | 大圣富瓦历届投票选举结果 | 大圣富瓦历届投票选举结果 |
| 选举项目                 | 选举范围                 | 选区单位                 | 选区单位内的选举结果     | 选区单位内的选举结果              | 选区单位内的选举结果     | 选区单位内的选举结果     | 选区单位内的选举结果              | 选区单位内的选举结果     | 参考资料                 |
| 选举项目                 | 选举范围                 | 选区单位                 | 第一轮胜出者             | 第一轮胜出者                      | 支持率                   | 第二轮胜出者             | 第二轮胜出者                      | 支持率                   | 参考资料                 |
| ------------------------ | ------------------------ | ------------------------ | ------------------------ | --------------------------------- | ------------------------ | ------------------------ | --------------------------------- | ------------------------ | ------------------------ |
| 2017年法國總統選舉       | 法國                     | 市镇                     |                          | 弗朗索瓦·菲永                     | 22.78%                   |                          | 埃马纽埃尔·马克龙                 | 66.95%                   | [ 23 ]                   |
| 2017年法国立法选举       | 吉伦特省第十选区         | 市镇                     |                          | 弗洛朗·布迪耶                     | 36.48%                   |                          | 弗洛朗·布迪耶                     | 69.49%                   | [ 23 ]                   |
| 2019年欧洲议会选举       | 法國                     | 市镇                     |                          | 若尔当·巴尔代拉                   | 21.94%                   | （不适用）               | （不适用）                        | （不适用）               | [ 25 ]                   |
| 2021年法国省级选举       | 吉倫特省                 | 县                       |                          | 达尼埃尔·巴尔布 克里丝泰尔·居奥尼 | 39.01%                   |                          | 达尼埃尔·巴尔布 克里丝泰尔·居奥尼 | 64.51%                   | [ 26 ]                   |
| 2021年法国省级选举       | 吉倫特省                 | 市镇                     |                          | 达尼埃尔·巴尔布 克里丝泰尔·居奥尼 | 54.88%                   |                          | 达尼埃尔·巴尔布 克里丝泰尔·居奥尼 | 69.29%                   | [ 26 ]                   |
| 2021年法国大区选举       |                          | 市镇                     |                          | 阿兰·鲁塞                         | 31.85%                   |                          | 阿兰·鲁塞                         | 42.99%                   | [ 27 ]                   |
| 2022年法国总统选举       | 法國                     | 市镇                     |                          | 让-吕克·梅朗雄                    | 24.56%                   |                          | 埃马纽埃尔·马克龙                 | 54.37%                   | [ 23 ]                   |
| 2022年法国立法选举       | 吉伦特省第十选区         | 市镇                     |                          | 弗洛朗·布迪耶                     | 34.24%                   |                          | 弗洛朗·布迪耶                     | 58.05%                   | [ 23 ]                   |

## 人口
2019年，大圣富瓦市镇人口数量为2,627，在法国排名第4,192位。其中男性1,201人，女性1,426人，75岁及以上人口占14.2%，外籍人口数量为606人，人口密度为5,151人/平方公里，当地居民被称为（男性）或（女性）。2020年，大圣富瓦境内出生33人，死亡人口102人。
| 大圣富瓦1901年－2020年人口变化情况 |
|                                    |
| 数据来源：Cassini、INSEE           |

## 经济
大圣富瓦是一个区域性的中心城市。截止2023年5月，大圣富瓦市镇范围内共有各类用人单位（包含自雇）605家，平均历史为19年，其中99.38%为中小型企业（PME），2023年3月至5月间，当地的经济活力指数为0.17%。（财会）、（房屋中介）及（饮品销售）是当地2021年营业额最高的三个企业，分别为1,401,466欧元、1,041,839欧元和746,503欧元。

## 财政与居民收入

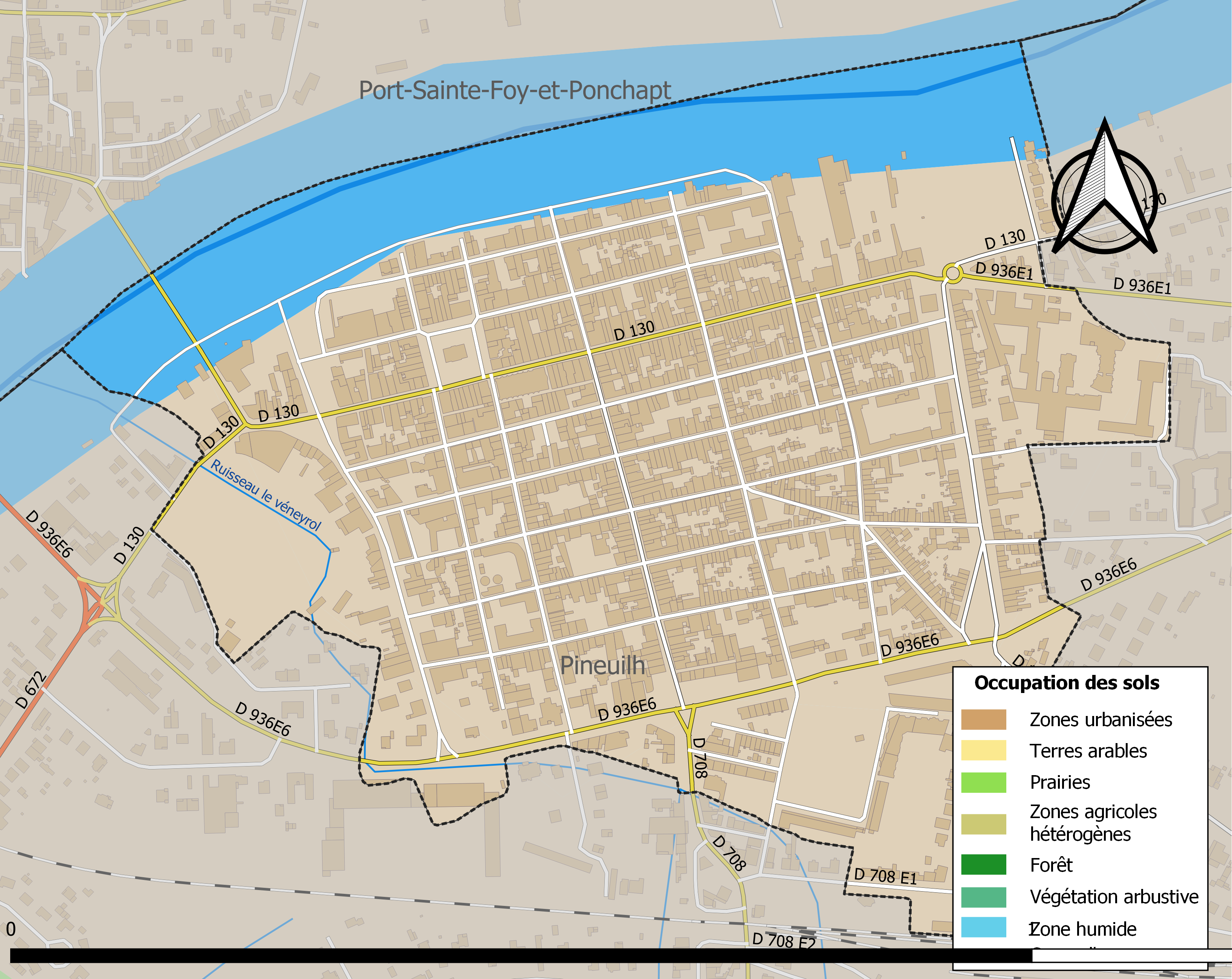
大圣富瓦土地利用情况地图

2021年，大圣富瓦的财政收入总额为2,973,920欧元，财政支出总额为2,331,630欧元，当年的债务总额为2,321,680欧元。2021年，大圣富瓦市镇通过增值税获得99,820欧元的收入，此外当地还共获得了85,850欧元的国家直接财政补助。
2020年，大圣富瓦的人均月收入总额为1,808欧元，其中高级职员为3,190欧元，低于法国平均水平（4,230欧元）；中级职员为2,010欧元，低于法国平均水平（2,411欧元）；普通职员为1,607欧元，亦低于法国平均水平（1,740欧元）。
2019年，大圣富瓦境内的贫困率为46%，青壮年（15至64岁）失业率为35.5%；2022年，当地18.2%的家庭拥有纳税资格，平均纳税1,627欧元，低于法国平均水平（4,393欧元）。

## 社会事务

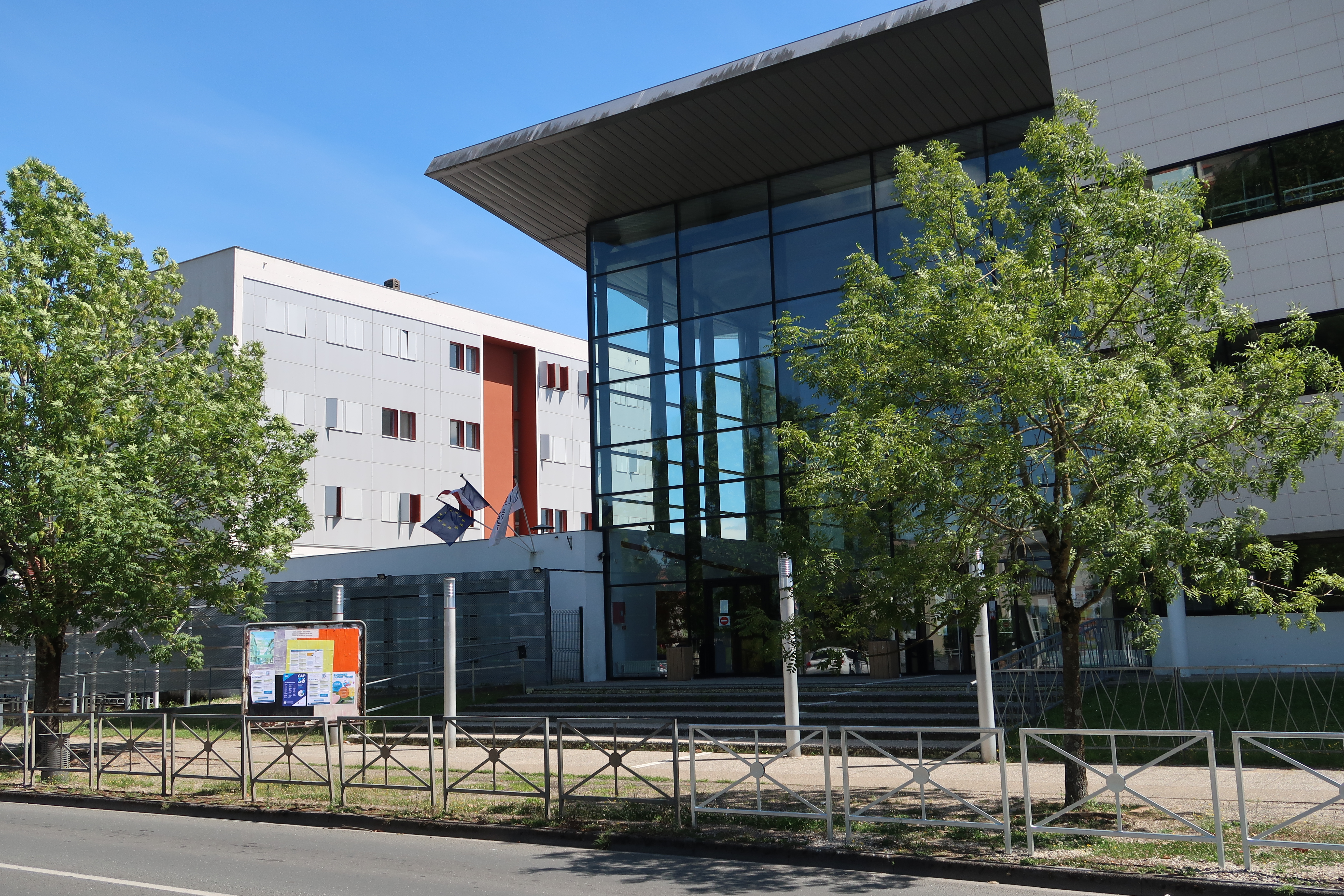
大圣富瓦的一所高级中学

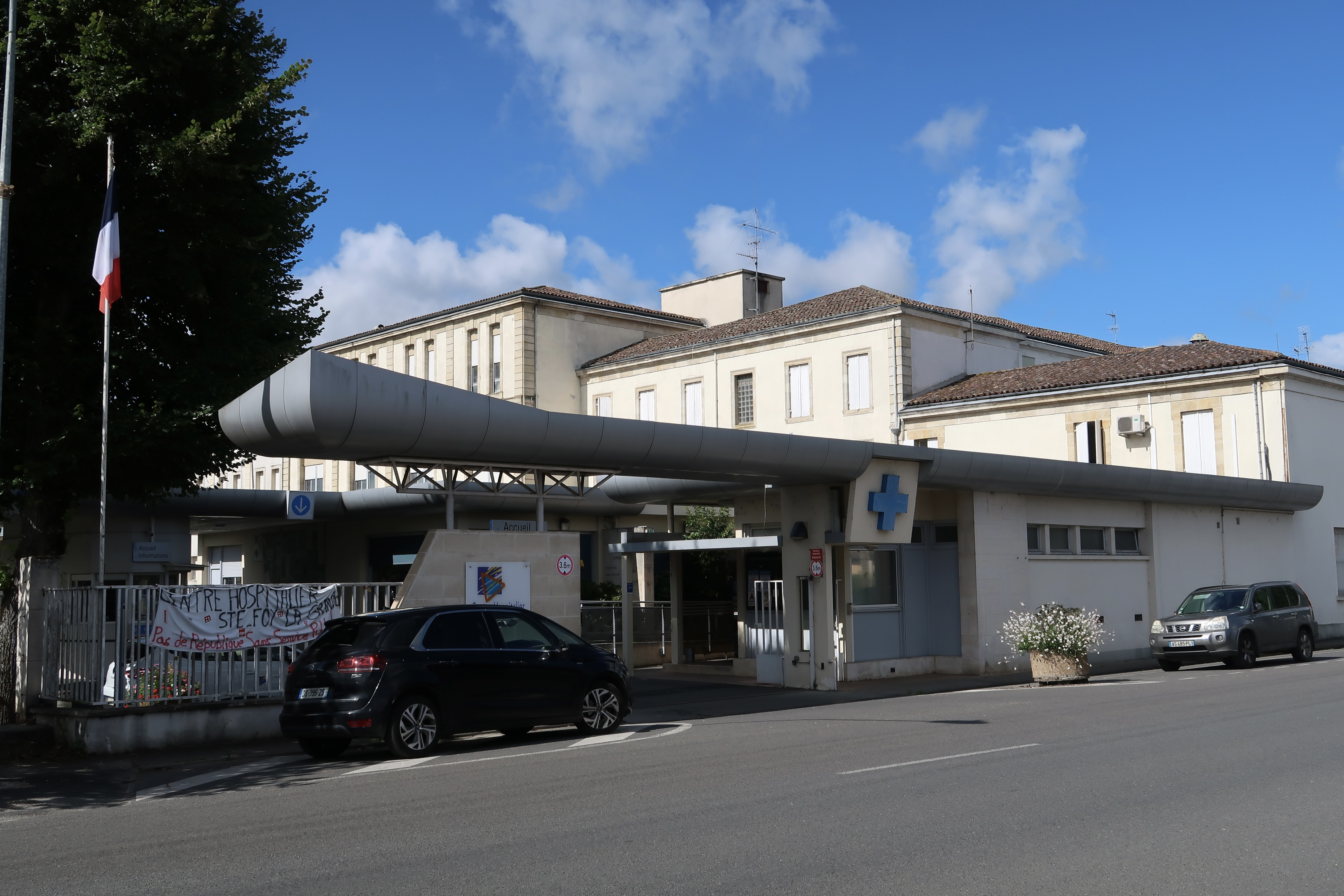
大圣富瓦中心医院

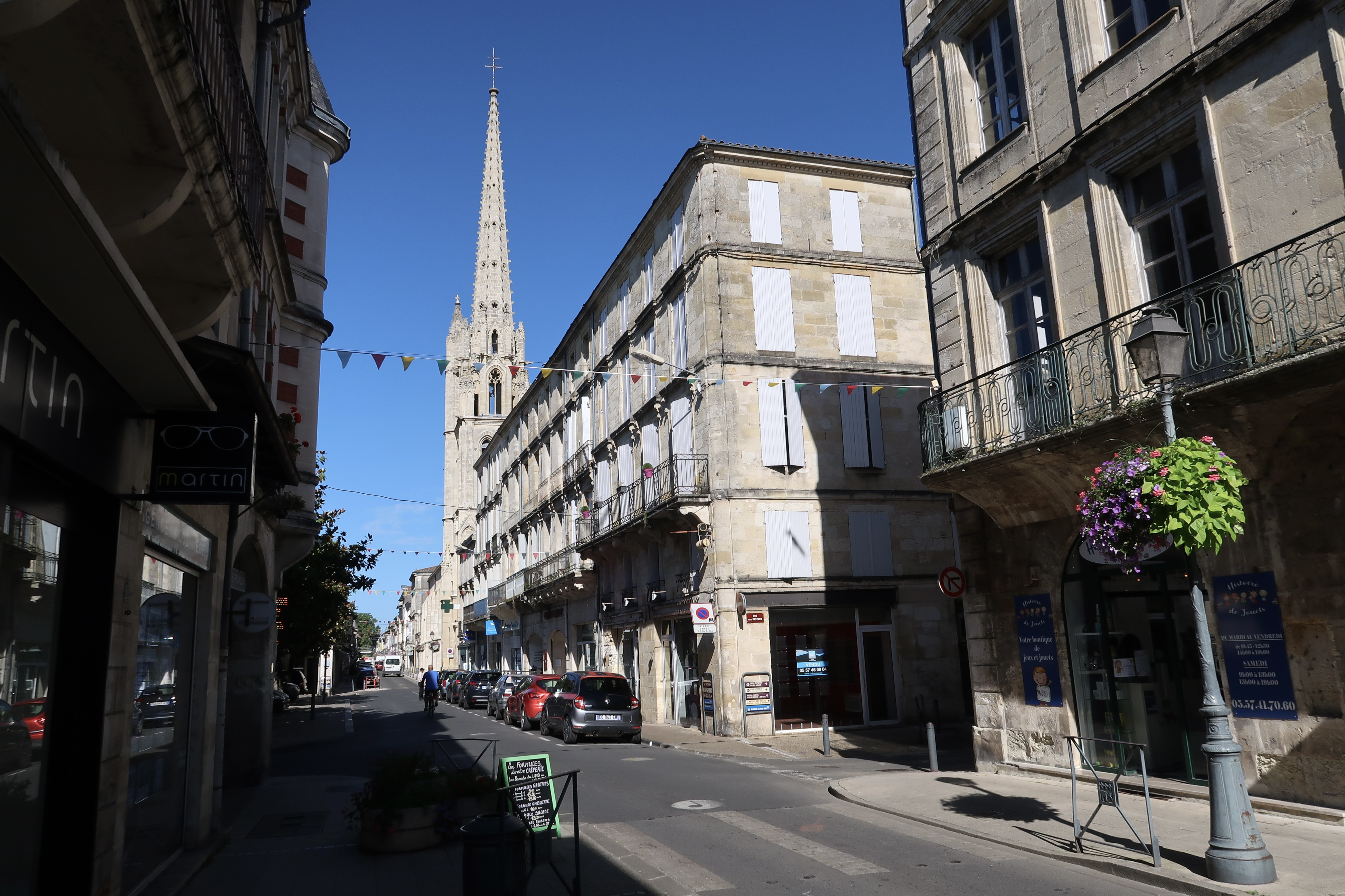
共和国大街

### 教育
大圣富瓦属于波尔多学区。截止2021年1月1日，大圣富瓦境内共有2所小学、1所初级中学、1所普通高中和1所职业高中。2021至2022学年度，大圣富瓦境内共有在校中等教育阶段学生1,428名。
在高等教育方面，大圣富瓦境内建有1所卫生学校。

### 医疗
截止2021年1月1日，大圣富瓦境内共有全科医生2名、保健师2名、牙医3名和护士9名。境内共有药房3家、养老院1家。
大圣富瓦中心医院（Centre Hospitalier de Sainte-Foy-la-Grande）是法国的一个区域性医疗机构，其主病区位于大圣富瓦市区，设有床位412个，是当地规模最大的公立综合性医院。

### 住房
2019年，大圣富瓦境内共有各类住房1,833套，其中45.8%为独立式居民区，54.1%为集中式居民区。常住房屋占大圣富瓦市镇范围内居民建筑总量的67.9%。
在住房保障政策方面，2021年，大圣富瓦境内共有553户家庭获得了住房经济补助，受益人数占总人口数量的21.1%，其中545份为房租补助。

### 商业
2021年，大圣富瓦境内共有各类实体商铺97家，其中餐厅18家、杂货店2家、面包房5家、肉铺3家、书店3家、银行门店7家、美容美发店11家、汽车维修店4家。与大圣富瓦相邻的皮讷伊境内建有开放式商业街区。

### 体育
2021年，大圣富瓦境内暂无任何体育设施。
截至2023年5月，大圣富瓦境内暂无任何注册足球俱乐部。

### 环境
大圣富瓦的环境事务由其所属的大圣富瓦地区市镇公共社区联合各级政府协调负责。2021年，大圣富瓦境内暂无污染企业。

### 治安
大圣富瓦及其附近的共129个市镇是利布尔讷国家宪兵队的管辖范围。2020年，该宪兵队累计记录各类案件6,055起，其中盗窃类案件3,097起，经济类案件945起，毒品交易类案件198起。

## 文化
2021年，大圣富瓦境内有1家电影院。大圣富瓦建有市政图书馆（Bibliothèque municipale de Sainte-Foy-la-Grande），每周二至六向公众开放（法定节假日除外）。

### 建筑
大圣富瓦境内有多处历史建筑，其中新教堂塔为法国国家文物保护单位，圣母教堂、新教教堂等则是当地的地标性建筑物。

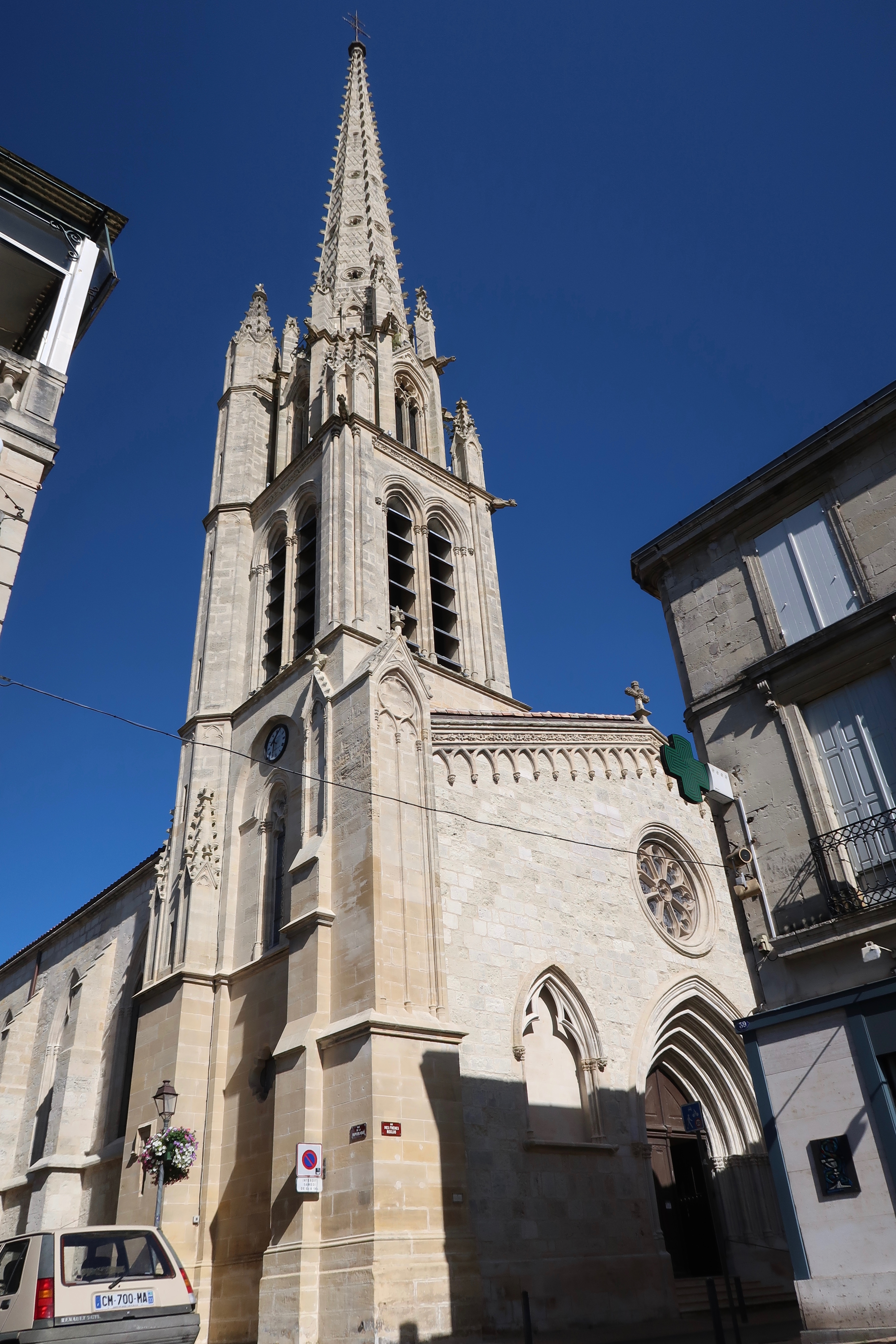
圣母教堂（法语：Église Notre-Dame de Sainte-Foy-la-Grande）
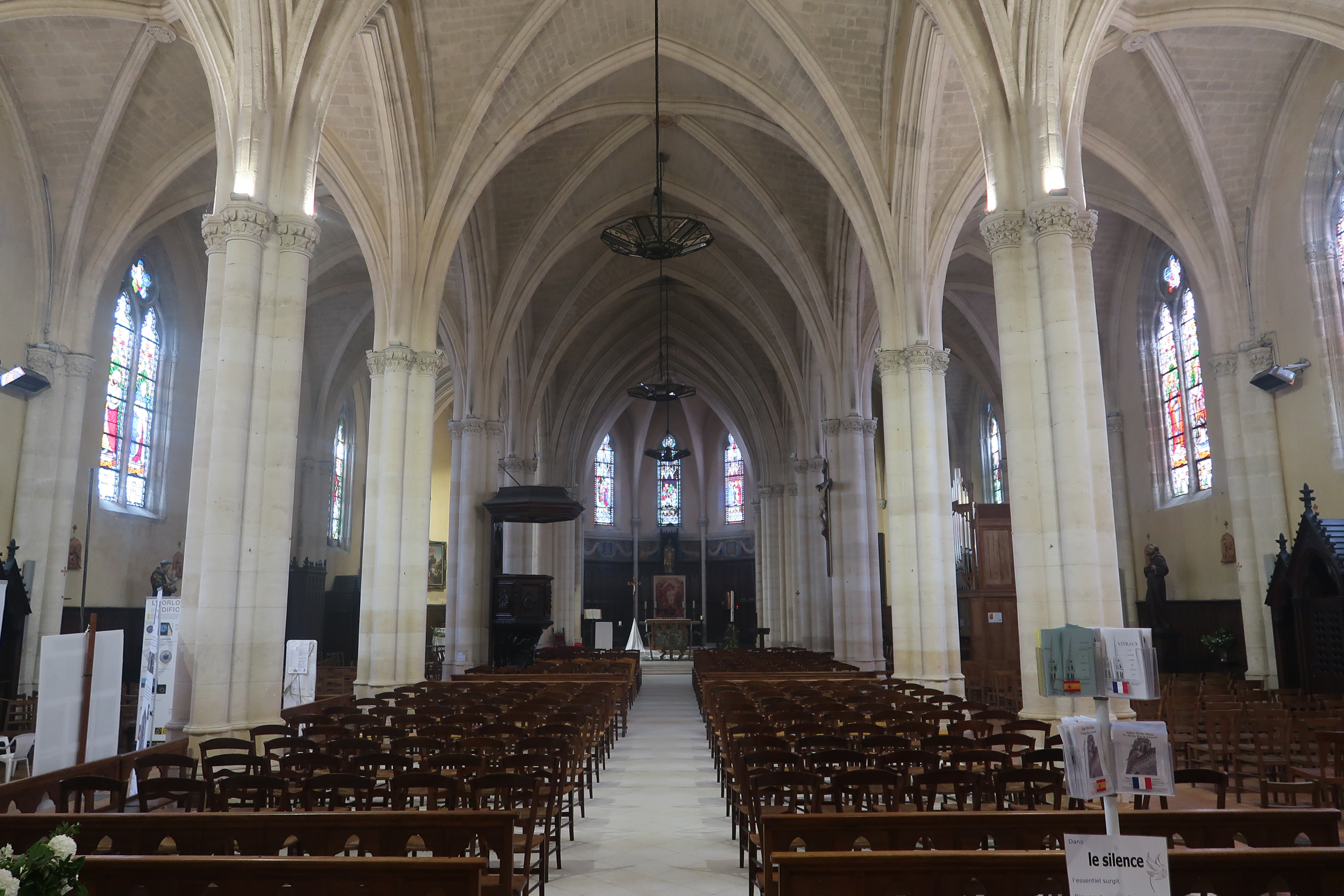
圣母教堂大厅
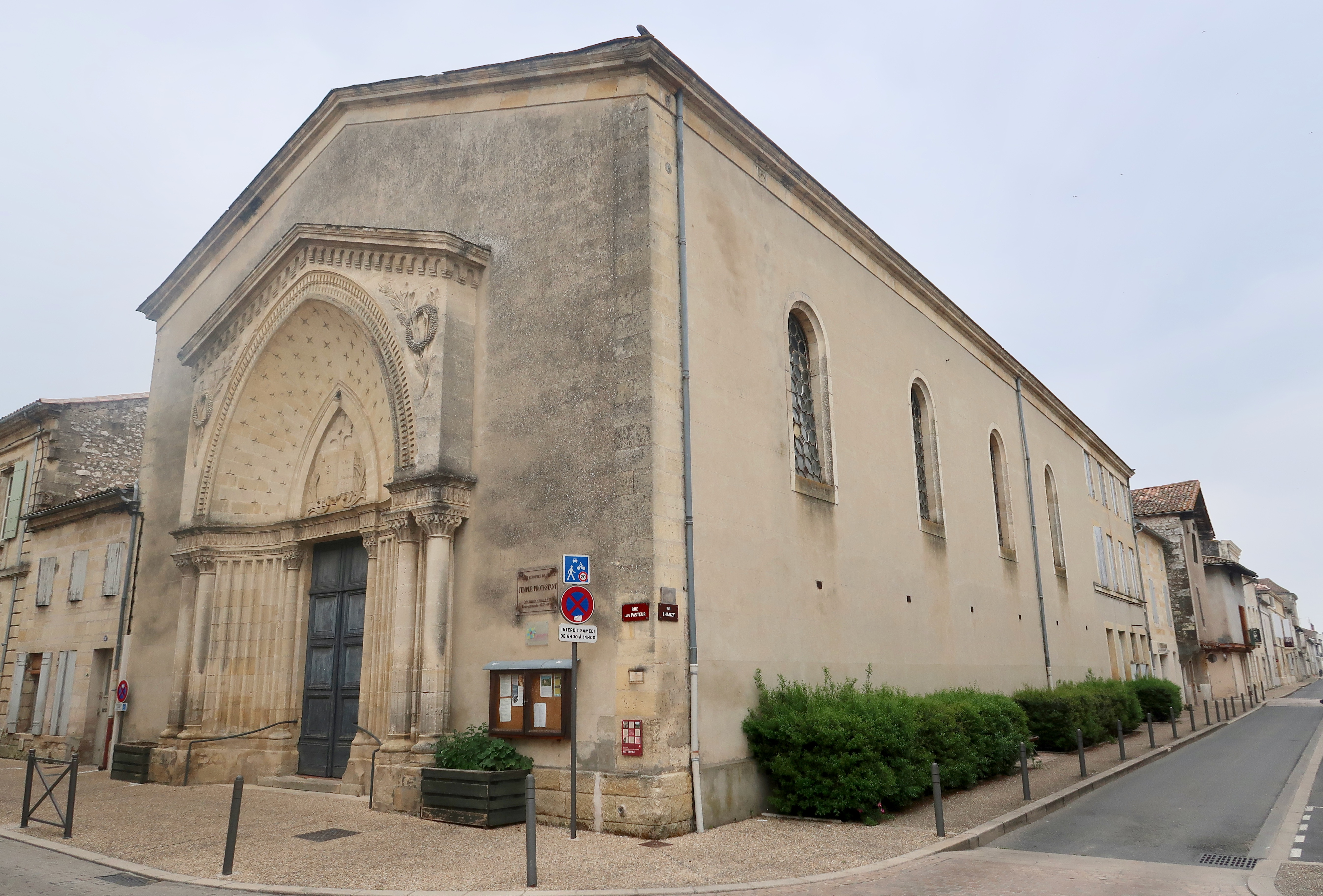
新教教堂（法语：Temple protestant de Sainte-Foy-la-Grande）
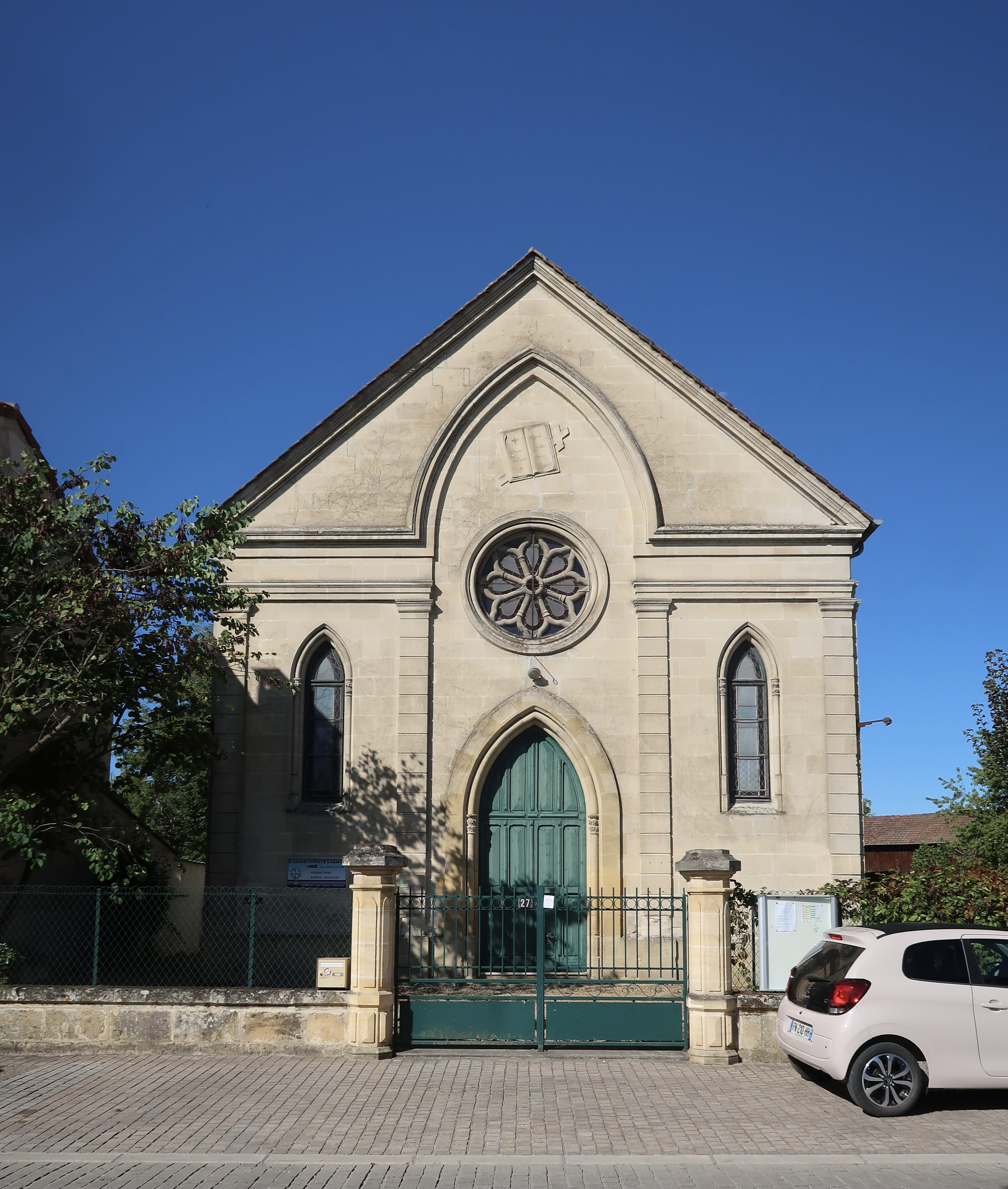
新教小教堂
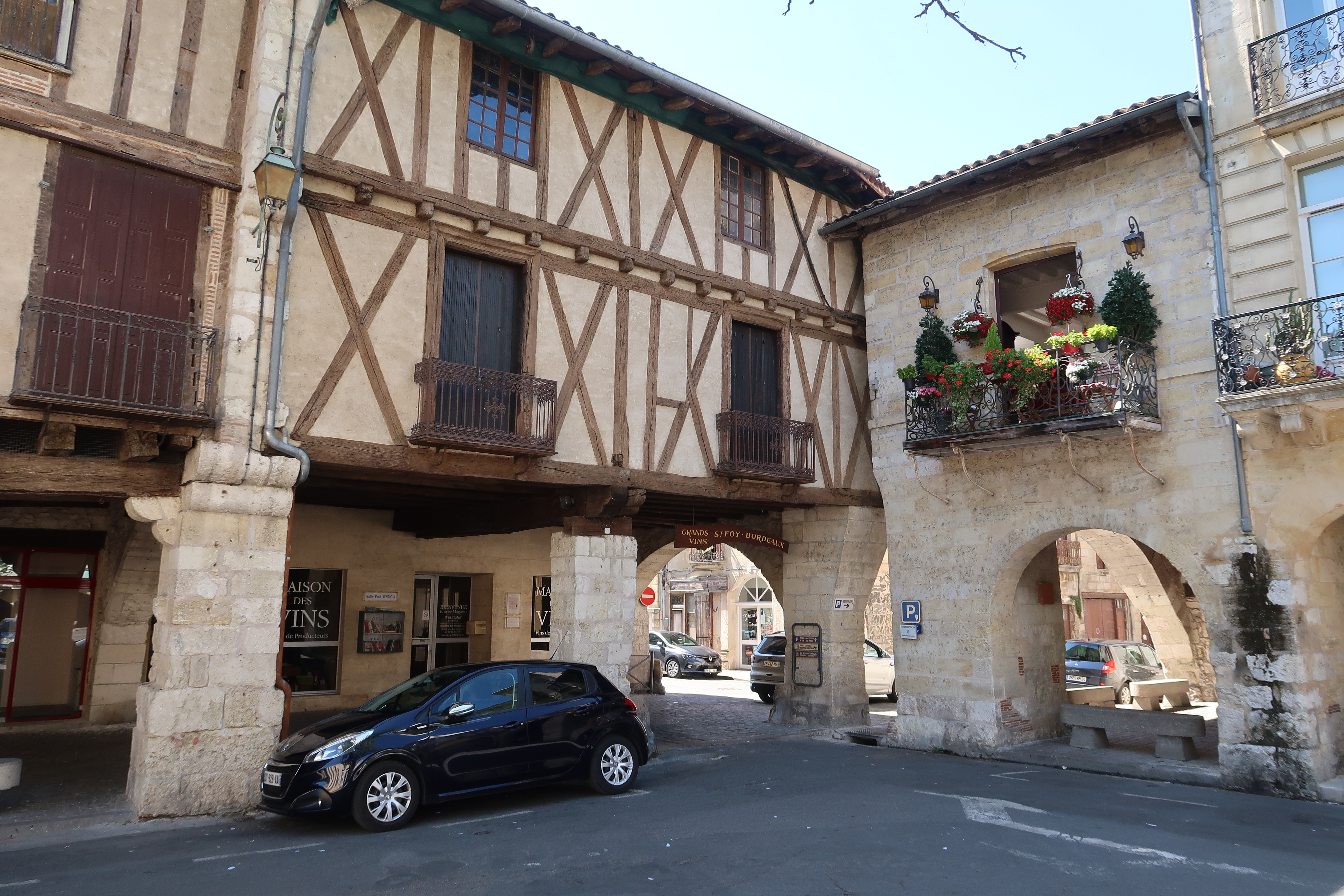
拱门
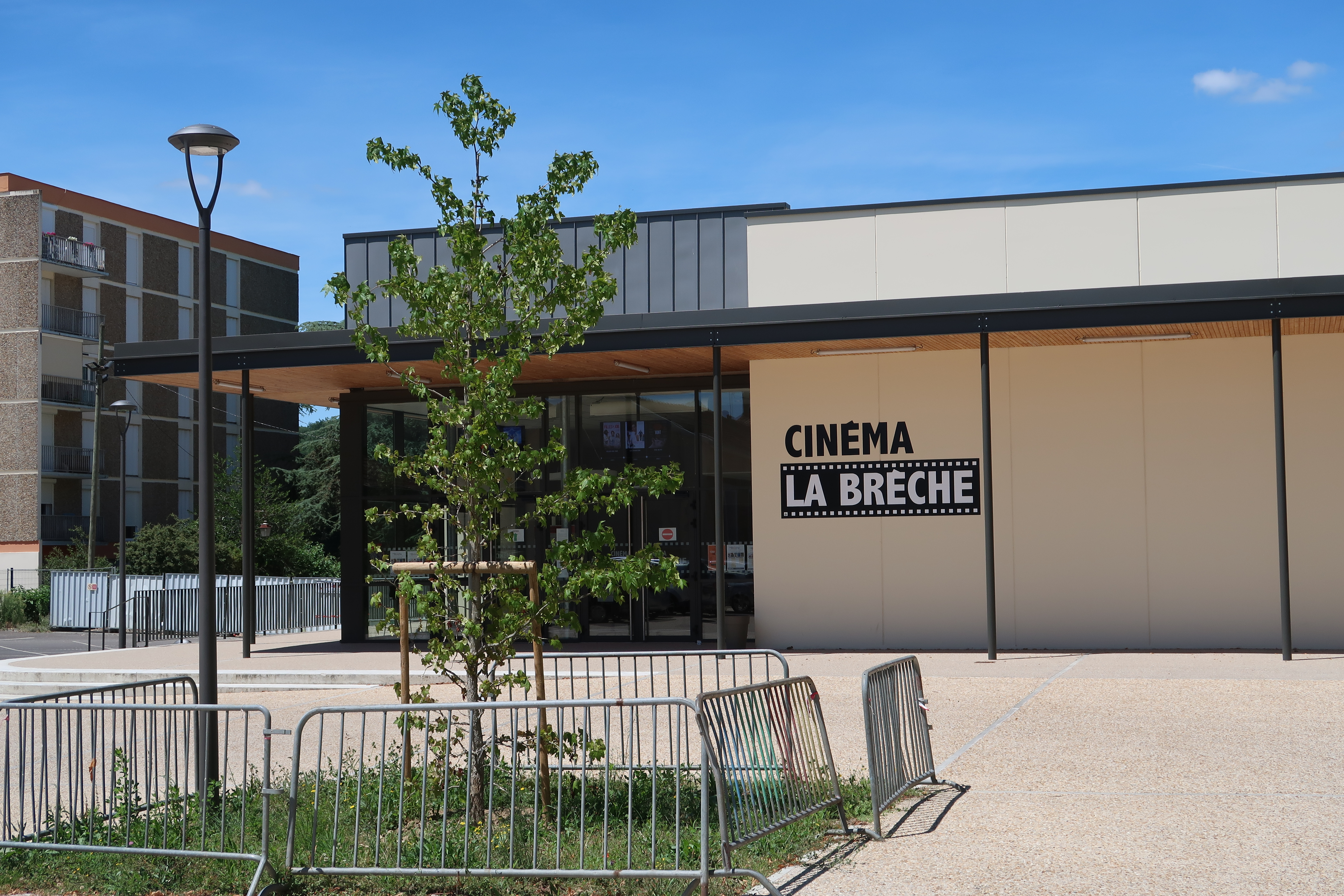
电影院
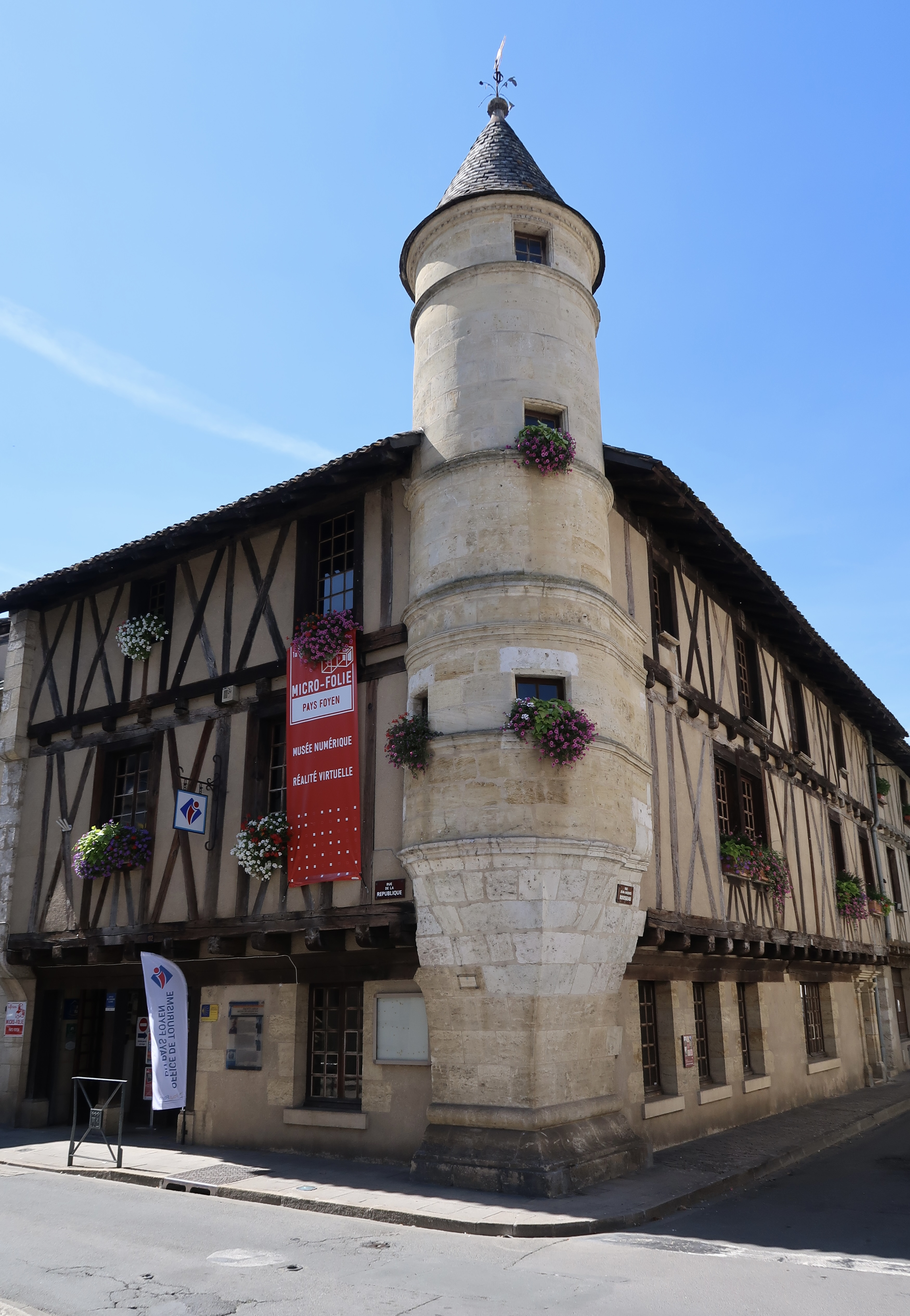
传统民居

### 旅游
大圣富瓦的旅游事务由其所属的大圣富瓦地区市镇公共社区负责。2022年，大圣富瓦境内共有3家酒店共计35间房间。

### 媒体
法国主要的媒体均可在大圣富瓦接收，法国电视三台下属的新阿基坦大区频道在部分时段播出大圣富瓦所在吉伦特省的地方新闻。《西南报》、蓝色法兰西吉伦特广播、波尔多电视台等是当地主要的地方性媒体。

## 相关人物
法国医学家保罗·布罗卡出生于大圣富瓦。

## 友好城市
截至2023年5月，大圣富瓦共与一座城市互为友好城市关系：
- 德国 罗滕堡